# Cristalizor
Cristalizorul este un vas de laborator folosit pentru cristalizări, în vederea separării sau purificării compușilor chimici. Are formă cilindrică de pahar, dar poate avea și formă de cupă joasă. Este utilizat și ca recipient pentru substanțe la analize cu aparate de laborator. Numele provine din limba franceză (cristallisoir).